# Josefa de Óbidos
Josefa de Óbidos née Josefa de Ayala e Figueira, baptisée le 20 février 1630 à Séville et morte le 2 juillet 1684 à Óbidos, est une peintre lusitanienne née en Espagne ayant travaillé au Portugal.
Elle est considérée comme la plus importante peintre portugaise du XVIIe siècle.
Le cratère vénusien de Ayala a été nommé en son honneur.

## Biographie
Née à Séville en 1630 dans la paroisse de San Vicente, elle fut baptisée le 20 février. Son père est Balthazar Gomez Figuiera, sa mère une noble andalouse, Dona Catarina Camacho. Elle a comme parrain le peintre Francisco Herrera el Viejo dont son père est l'assistant. Sa famille vient au Portugal en 1633, après la séparation de l'Espagne et du Portugal en 1626. Destinée à la vocation moniale, elle est installée au Couvent de Sant'Ana de Coimbra. En 1644 elle est l'élève de son père qui travaille à Coimbra au retable de la cathédrale. Ses premières œuvres sont inspirées de lui, de Zurbarán et des gravures de Cornelis Cort. En 1653, à 23 ans, elle réalise une série de gravures des « sculptures de Coimbra » qui la rend célèbre. Elle commence à travailler pour différents couvents et églises. Au couvent de Varatojo, dans la chapelle de la Noviciade, une Vierge et dans le chœur, un enfant Jésus ainsi que quatre toiles lui sont attribuées. Pour le monastère d'Alcobaça, le monastère de Batalha, mais également à Evora, elle peint des toiles, dont des agneaux pascals. 
Installée à Obidos comme peintre, elle réalise de nombreux retables, portraits de saints et saintes, travaille pour la Cour de Bragance dans un programme d'exaltation de la reine Catherine de Bragance qui vient d'épouser Charles II d'Angleterre. Elle réalise le portrait de la reine Maria Francisca Isabelle de Savoie.
Elle peint également de nombreuses natures mortes, dans un art désinvolte qui révèle « une vision spontanée, sans école, dans la tradition du bodegón péninsulaire, qu'elle interprète de manière personnelle. » Pour la clientèle privée, elle réalise de nombreuses miniatures sacrées de dévotion domestique. 
Elle assure de nombreuses collaborations avec son beau-frère José Pereira da Costa, son frère Antonio de Ayala ou son assistant Antonio Pinheiro do Lugo qui forment l’« École d’Obidos » dont elle est la figure tutélaire.
À sa mort, elle est enterrée dans l'église Sao Pedro de Obidos.
On conserve une centaine de ses œuvres signées, en particulier à l'Académie des Beaux Arts et au Musée d'Art Ancien de Lisbonne.

## Fortune critique

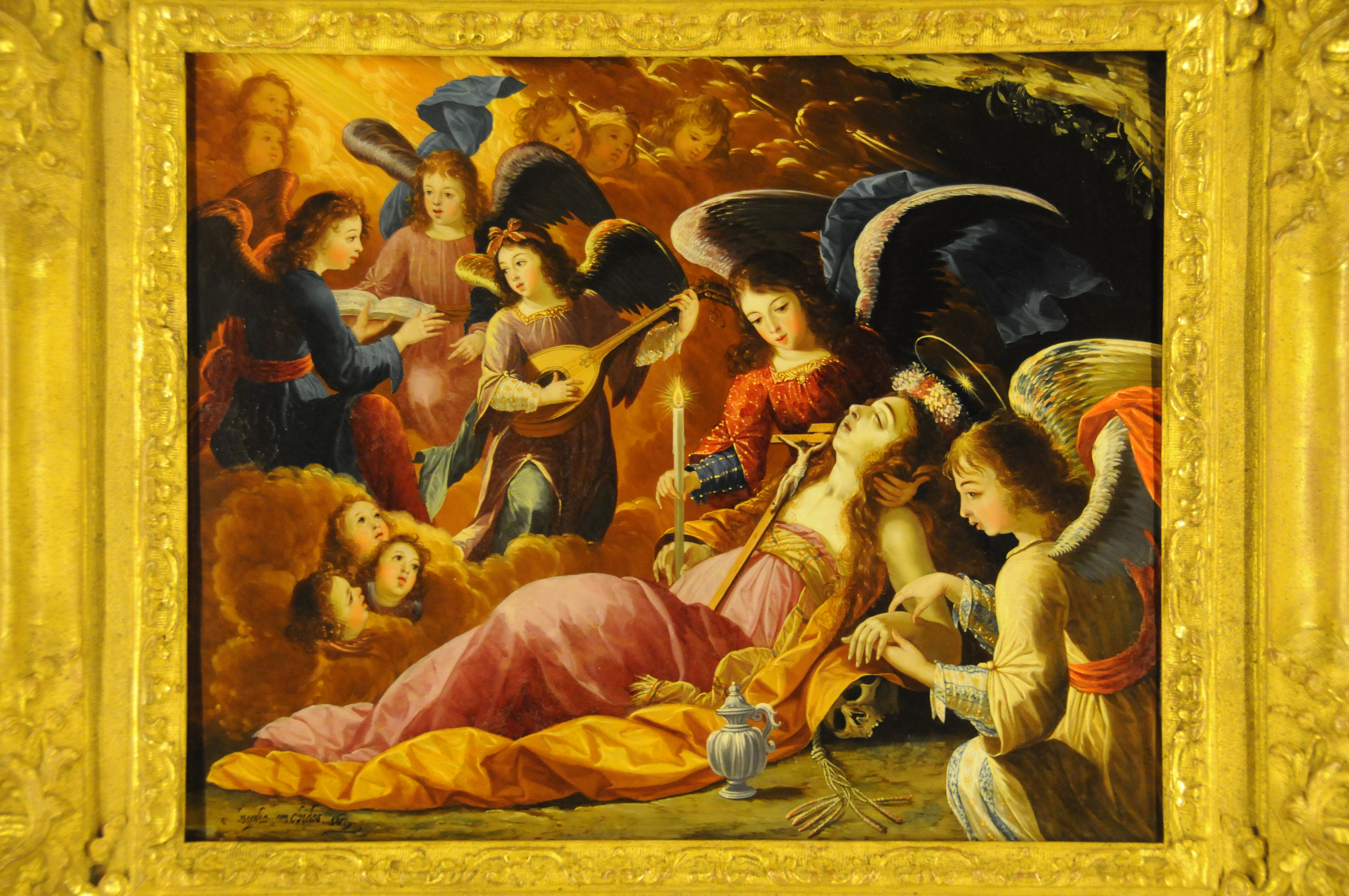
L'agonie de Marie-Madeleine réconfortée par les anges (1679), huile sur cuivre, 34 x 42,2 cm, Musée du Louvre, Paris

La ville d'Obidos, petit village à la périphérie de Lisbonne a été un centre artistique très actif au XVIIe siècle grâce à une petite noblesse soutenant sans dissimulation la Restauration des Bragance. Il s'y organise une véritable cour artistique et littéraire. Dans cette atmosphère, l'œuvre de Josefa de Óbidos est vue comme une imitation nette et à propos des choses au naturel. On y exhale son habileté, sa beauté, son honnêteté et sa sympathie. On lui invente une biographie, des voyages en Italie et en Flandres. On la décrit comme une peintre de fleurs et d'objets inanimés, mais Almeida Garrett la décrit comme une grande portraitiste. Elle est aussi graveur, sculpteur, réalisant des poteries et des miniatures. Pour Didier Ryckner, son œuvre se rapproche de Claude Vignon.
Pour Charles Sterling, dans son livre La Nature morte de l'Antiquité au XXe siècle, Josefa da Obidos est une artiste « d’une charmante gaucherie provinciale » si on la compare aux Flamands, à La Tour ou aux Espagnols van der Hamen, Sánchez Cotán ou Zurbarán, mais bien supérieure à ses contemporains directs Miguel March (es), Tomás Yepes ou la Parisienne Louise Moillon.
Les archives dépouillées à partir des années 1950, la font sortir de l'oubli jusqu'à la rétrospective de 1991 et sa redécouverte.
En 2015, une rétrospective lui est consacrée au Museu Nacional de Arte Antiga de Lisbonne.
En 2016, le Musée du Louvre à Paris, acquiert une huile sur cuivre remarquable " L'agonie de sainte Marie-Madeleine" de 1679, qui rejoint une œuvre de son père.

## Galerie

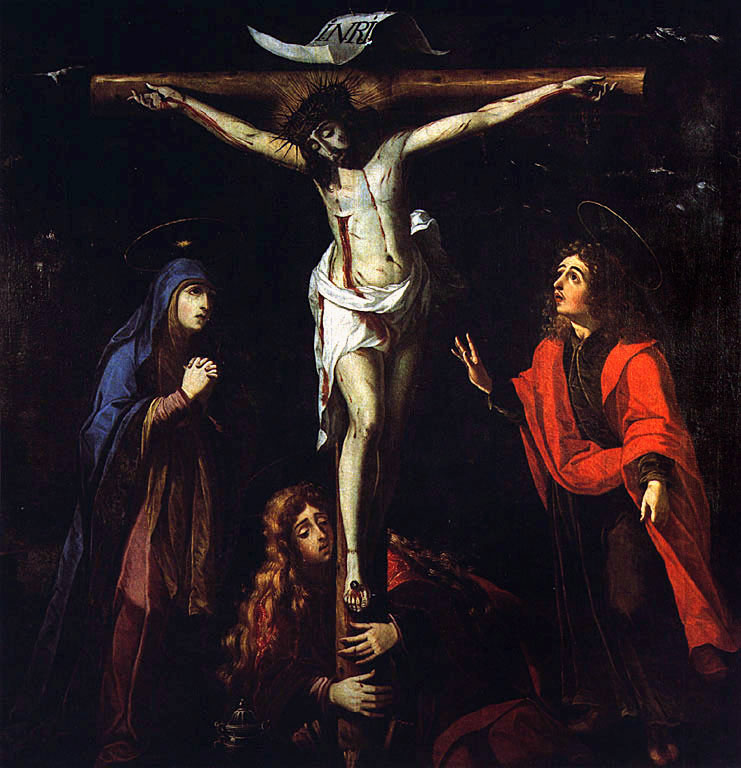
Calvaire, 1649, 180 x 174 cm, huile sur bois, Musée d'Art Ancien, Lisbonne
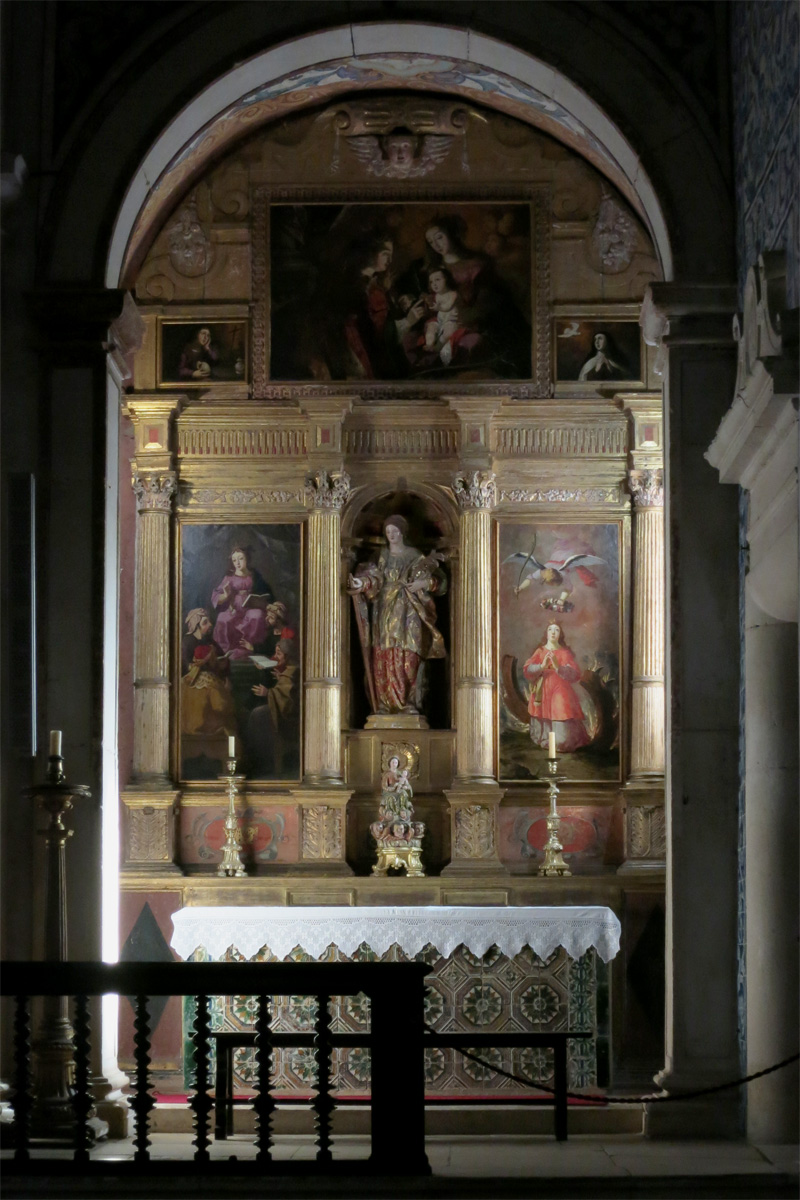
Retable de Sainte Catherine, 1661, Obidos.
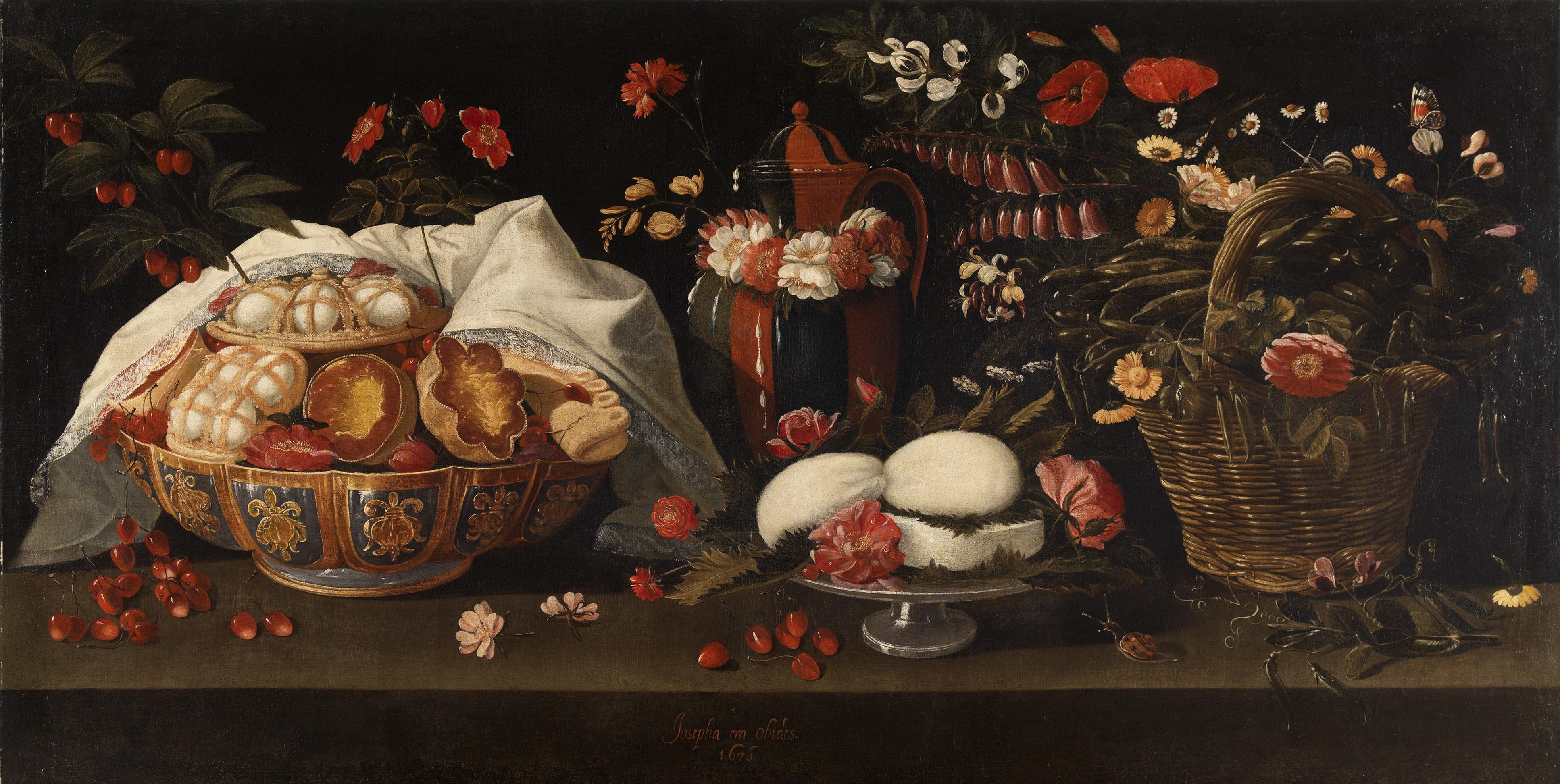
Nature morte, 1676, musée de Santarem.
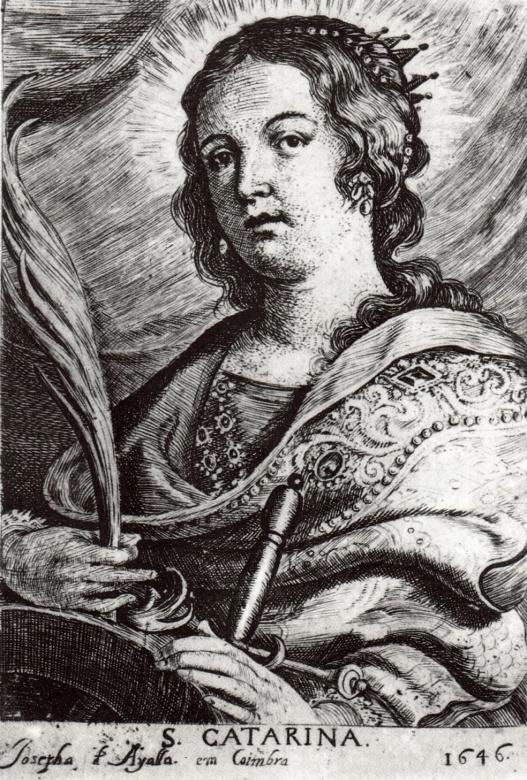
S. Catarina (1646)
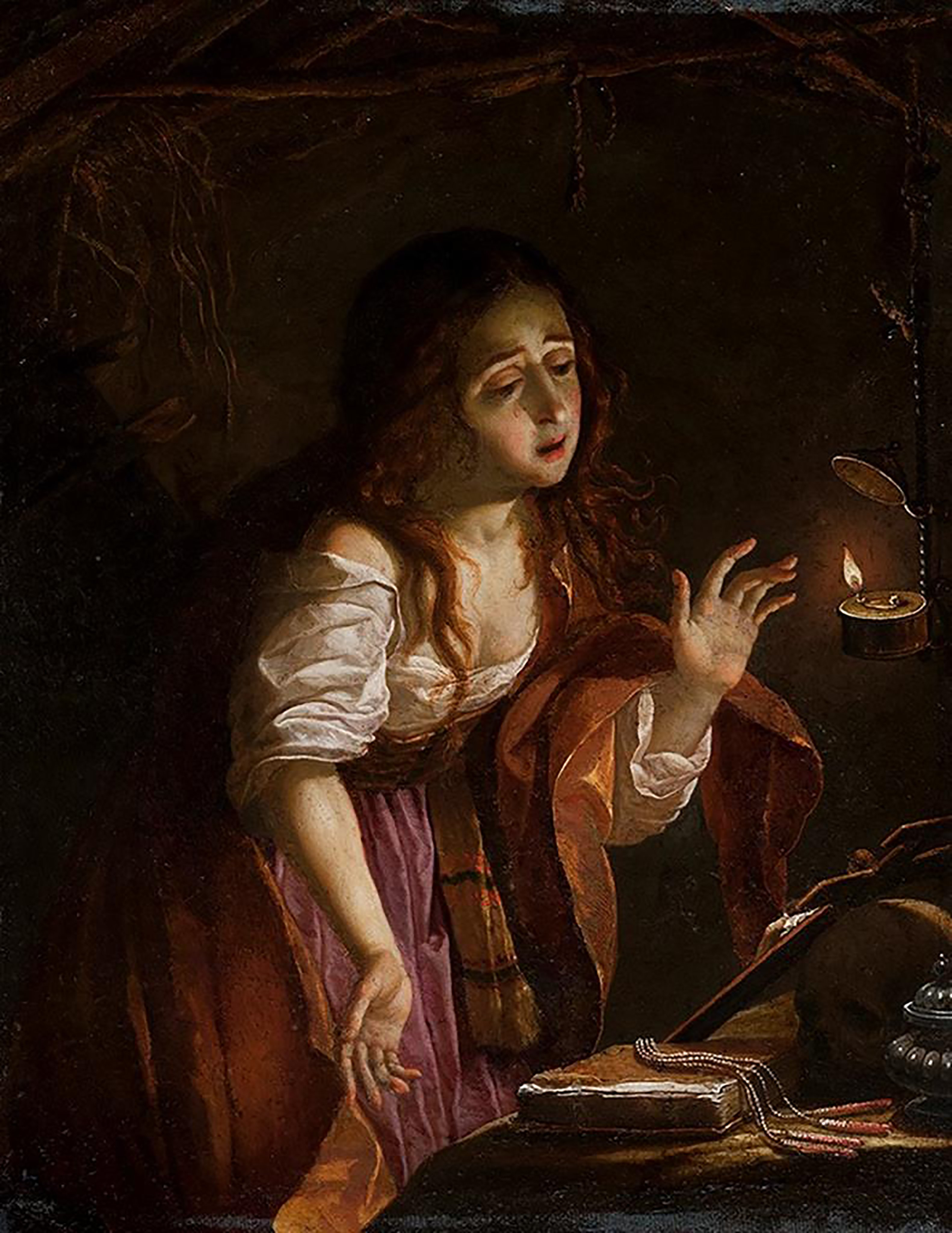
Santa Maria Madalena (Museu Nacional Machado de Castro, Coimbra)
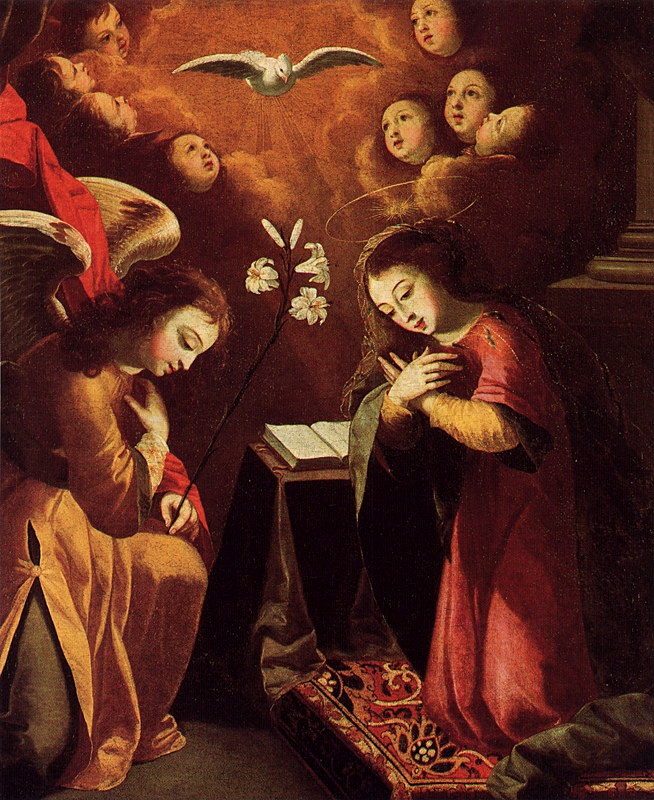
Anunciação (Museu Nacional de Arte Antiga, Lisbonne)
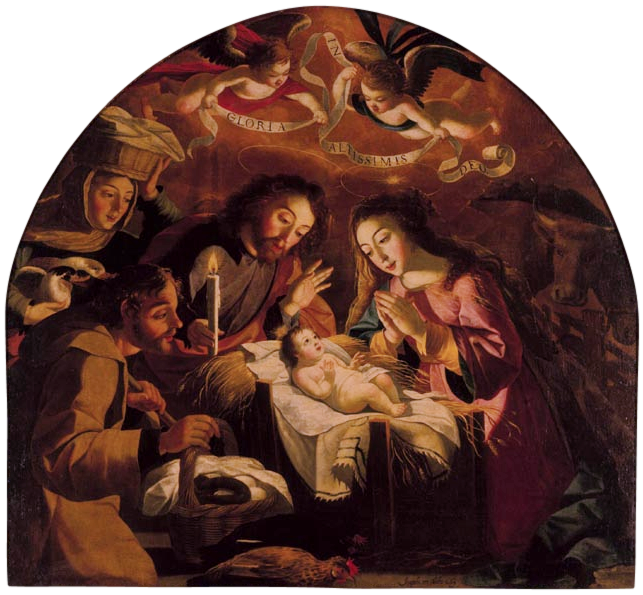
Adoration des Bergers (Museu Nacional de Arte Antiga, Lisboa)
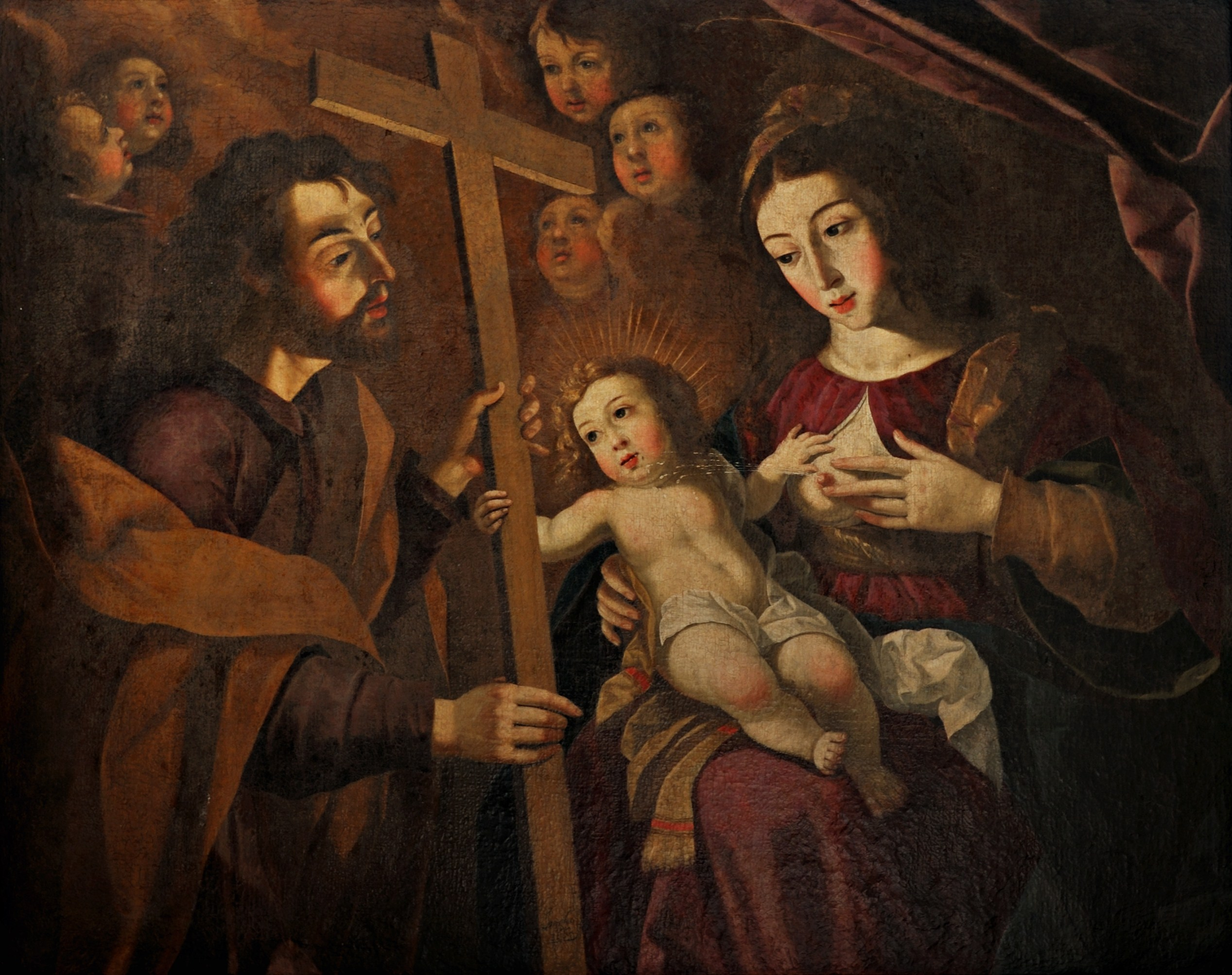
Sainte Famille
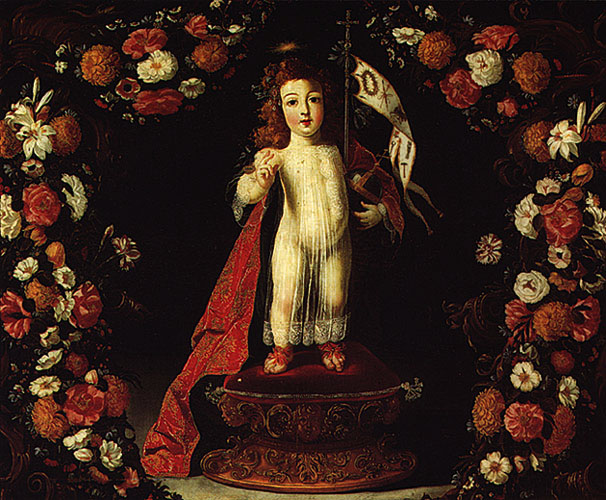
L'enfant Jesus Sauveur du Monde (Église majeure de Cascais)
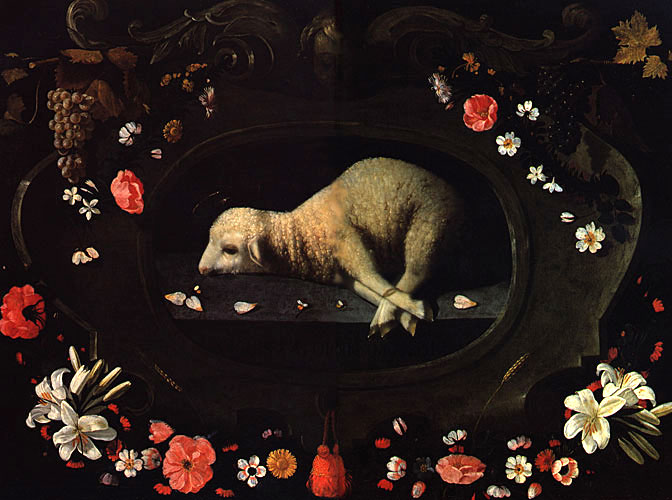
Agnus Dei (Musée de Évora)
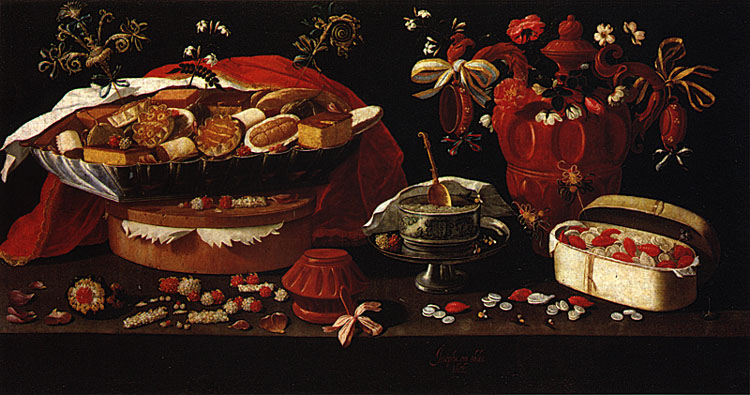
Natureza Morta com Doces e Barros (Biblioteca Municipal Braamcamp Freire, Santarém)
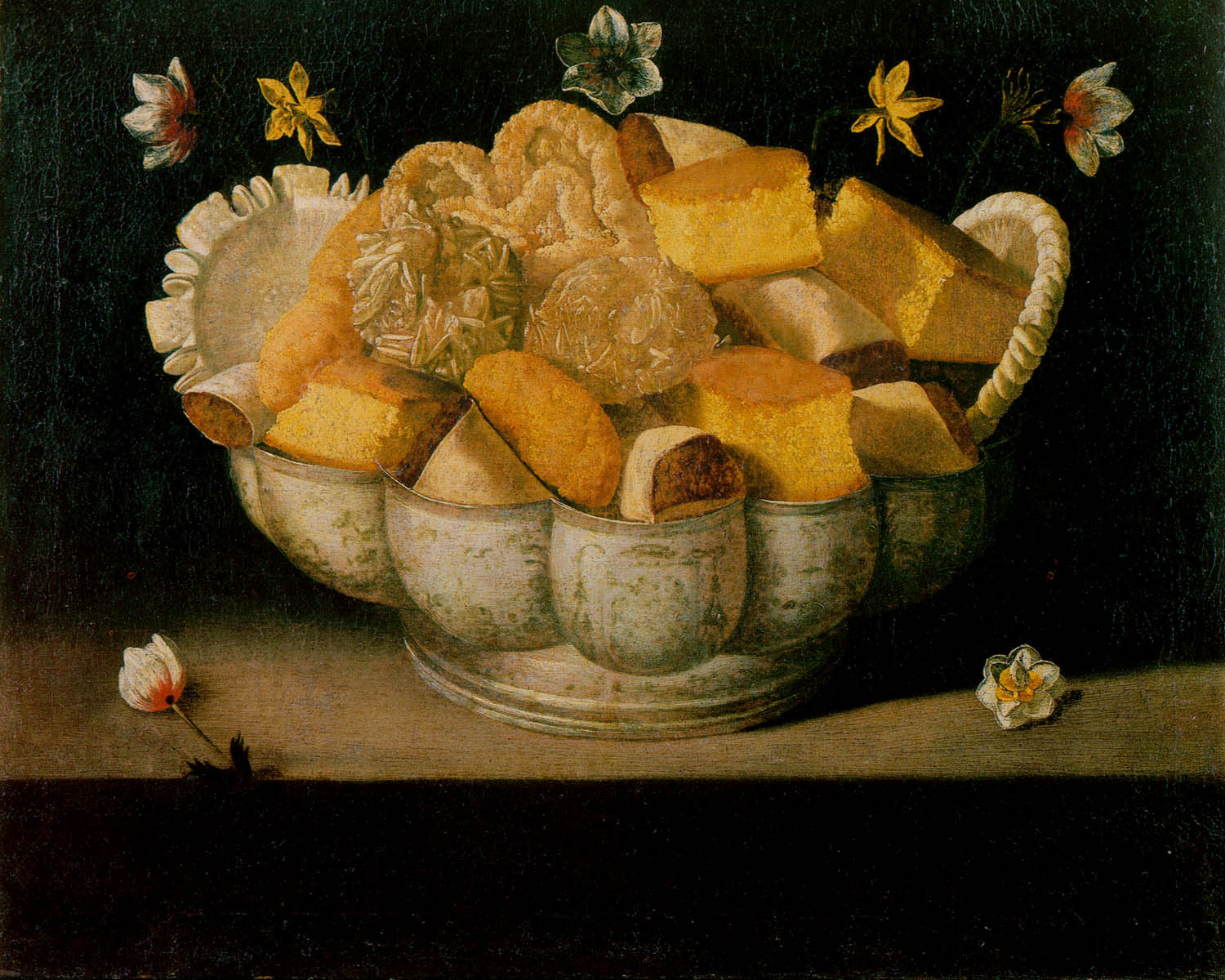
Nature morte aux gâteaux (Musée de Évora, Évora)